# Championnat de France féminin de rugby à XV de 1re division fédérale
 (mars 2017).
Si vous disposez d'ouvrages ou d'articles de référence ou si vous connaissez des sites web de qualité traitant du thème abordé ici, merci de compléter l'article en donnant les références utiles à sa vérifiabilité et en les liant à la section « Notes et références ».
Le Championnat de France féminin de rugby à XV de 1re division fédérale, appelé plus simplement Fédérale 1 depuis 2003 est le troisième échelon des compétitions nationales de rugby à XV en France. C'est une compétition qui constitue l'antichambre de la deuxième division nationale, l'Élite 2.

## Histoire
Le championnat de France féminin de rugby à XV de 1re division fédérale en 2014-2015 voit sa formule évoluer avec un regroupement des trois fédérales existantes jusqu'alors en une unique fédérale « Pratique à XV ».
Les équipes réserves des clubs de 1re division participent à cette compétition jusqu'en 2022. Une compétition Réserves Élite est créée en 2022.

## Palmarès
| Date de la finale | Vainqueur                                | Finaliste                        | Score              | Lieu de la finale                             | Spectateurs        |
| ----------------- | ---------------------------------------- | -------------------------------- | ------------------ | --------------------------------------------- | ------------------ |
| 2002              | Montpellier RC                           |                                  |                    |                                               |                    |
| 2003              | CSM Puteaux                              |                                  |                    |                                               |                    |
| 2004              | Rugby Nice Côte d'Azur Université Racing |                                  |                    |                                               |                    |
| 2005              | Stade dijonnais Côte d'Or                |                                  |                    |                                               |                    |
| 2006              | Rugby club lonsois                       |                                  |                    |                                               |                    |
| 2007              | La Valette                               | Avenir fonsorbais                | 29 - 5             |                                               |                    |
| 2008              | RC Jacou Montpellier Nord                | ES Nanterre                      | 8 - 6              |                                               |                    |
| 2009              | RC Jacou Montpellier Nord                | ES Saint-Pierre-des-Corps        | 14 - 5             |                                               |                    |
| 2010              | Rugby Nice Côte d'Azur Université Racing | AS Béziers Hérault               | 15 - 12            |                                               |                    |
| 2011              | Pachys d'Herm                            | US Nérac                         | 22 - 13            |                                               |                    |
| 2012              | Tarbes Pyrénées rugby                    | Lyon OU                          | 12 - 12            | Stade de la Méditerranée, Béziers             |                    |
| 2013              | Lyon OU                                  | Stade olympique villelonguet     | 29 - 8             | Valréas                                       |                    |
| 2014              | Union athlétique gaillacoise             | Castres rugby féminin            | 15 - 3             | Stade Mazicou, Albi                           |                    |
| 2015              | La Rochelle Pallice Océan Club           | Grenoble Université Club         | 14 - 3             | Meymac                                        |                    |
| 2016              | Stade olympique villelonguet             | Stade français Paris             | 11 - 10            | Romagnat                                      |                    |
| 2017              | RC Narbonne                              | Rueil athletic club              | 32 - 13            | Clermont-Ferrand                              |                    |
| 2018              | ES Bruges Blanquefort                    | Stade montois                    | 17 - 15            | Ychoux                                        |                    |
| 18 mai 2019       | Montpellier RC rés.                      | Stade toulousain rés.            | 12 - 6             | Stade Jean-Larrouy, Laloubère                 |                    |
| 2019-2020         | Titre non décerné                        | Titre non décerné                | Titre non décerné  | Titre non décerné                             | Titre non décerné  |
| 2020-2021         | Titre non décerné.                       | Titre non décerné.               | Titre non décerné. | Titre non décerné.                            | Titre non décerné. |
| 4 juin 2022       | US Joué                                  | Rass. Union bords de Marne Vitry | 33 - 10            | Stade Lesdiguières, Grenoble                  |                    |
| 10 juin 2023      | CA Brive                                 | Rass. Tarbes Ibos                | 18 - 6             | Stade Sainte-Germaine, Le Bouscat             |                    |
| 8 juin 2024       | Association sportive bayonnaise          | Rugby Club Chilly-Mazarin        | 23-20 (ap.)        | Stade Pierre-Rajon (annexe), Bourgoin-Jallieu |                    |

## Formule actuelle
Ce championnat, regroupant normalement 32 équipes, se déroule en deux phases, une phase qualificative (4 poules de 8) et une phase finale. À l'issue de chaque saison, deux équipes sont promues en Élite 2 et quatre équipes reléguées en Fédérale 2.

### Phase qualificative
Les 32 équipes sont réparties en quatre poules géographiques de huit équipes. Les clubs terminant aux 1res et 2es places de chaque poule - soit 8 équipes - se qualifient pour la phase de play-off.
À l'issue de la phase qualificative, les associations classées à la dernière place de chaque poule sont reléguées en Fédérale 2.

### Phase finale
La phase finale consiste en un tournoi à élimination directe commençant au niveau des quarts-de-finale. Toutes les rencontres se déroulent en élimination directe sur terrain neutre.
Les deux associations finalistes du championnat de Fédérale 1 Féminine sont promues en Élite 2. Le vainqueur de la finale est sacré Champion de France de Fédérale 1.